# عمرو السيسي
عمرو السيسي (مواليد 18 مايو 1994) هو لاعب كرة قدم مصري يلعب في مركز خط الوسط في نادي الزمالك.

## مسيرته الكروية

### الزمالك

#### موسم 2022-23
في 29 ديسمبر 2022، سجل عمرو السيسي الهدف الثالث في شباك الإسماعيلي في الدقيقة الثانية من الوقت بدل من الضائع، في المباراة التي اقيمت ضمن لقاءات الجولة العاشرة ببطولة الدوري المصري الممتاز.